# Otto Fink (Politiker, 1920)
Otto Fink (* 4. Februar 1920 in Fischbäckern, Kreis Krummau; † 29. März 2000) war ein deutscher Politiker (SPD).

## Leben und Beruf
Fink besuchte die Volksschule in Kirchschlag und war anschließend bis 1939 in der Landwirtschaft beschäftigt. Am Zweiten Weltkrieg nahm er zunächst als Soldat der Flakartillerie teil. Er war zuletzt Unteroffizier bei der Fallschirmjägertruppe. 1944 geriet er in amerikanische Kriegsgefangenschaft. Nach Rückkehr aus der Gefangenschaft in den USA 1946 war Fink zunächst als Hilfsarbeiter in Freyung tätig. Anschließend arbeitete im Ruhrbergbau. 1948 kehrte er nach Freyung zurück und war dort beim Hammermühle Papier- und Pappenwerk als Fabrikarbeiter beschäftigt. Später arbeitete er als Versicherungs-Oberinspektor.

## Politik
Fink gehörte für die SPD von 1954 bis 1962 dem Bayerischen Landtag an. Von 1972 bis 1978 war er Bürgermeister von Freyung.

## Ehrungen
- 1980: Verdienstkreuz am Bande der Bundesrepublik Deutschland